# Monster Chetwynd

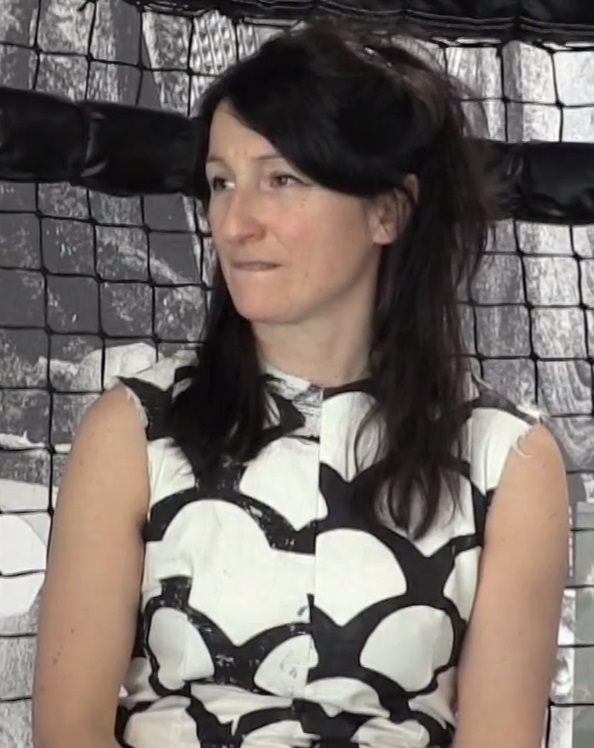
Chetwynd, The Idol, Barking, 18 March 2015

Monster Chetwynd (geboren 1973 in London als Alalia Chetwynd), auch bekannt als Spartacus Chetwynd und Marvin Gaye Chetwynd, ist eine britische Künstlerin, die für ihre improvisierten Performances mit Bearbeitungen ikonischer Elemente der Kulturgeschichte bekannt geworden ist. 2012 wurde sie für den Turner Prize nominiert. Monster Chetwynd lebt in Zürich.

## Werdegang
1995 machte Chetwynd den Bachelor in Sozialanthropologie und Geschichte am University College London. An der Slade School of Art schloss sie 2000 mit dem BA in Fine Art ab. Daraufhin studierte sie Malerei am Royal College of Art und schloss dort 2004 mit dem MA ab.

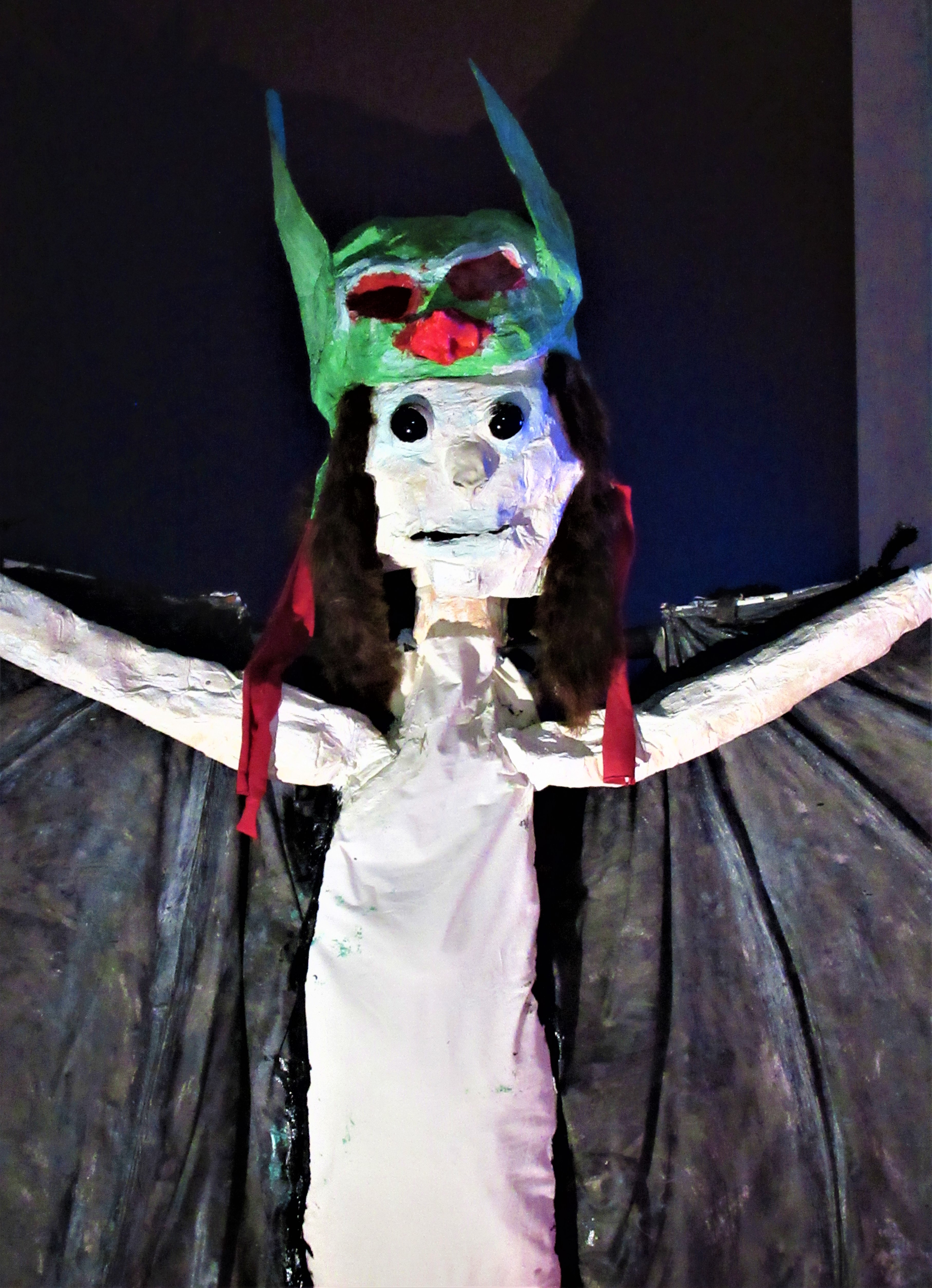
Hybrid Creature Bat

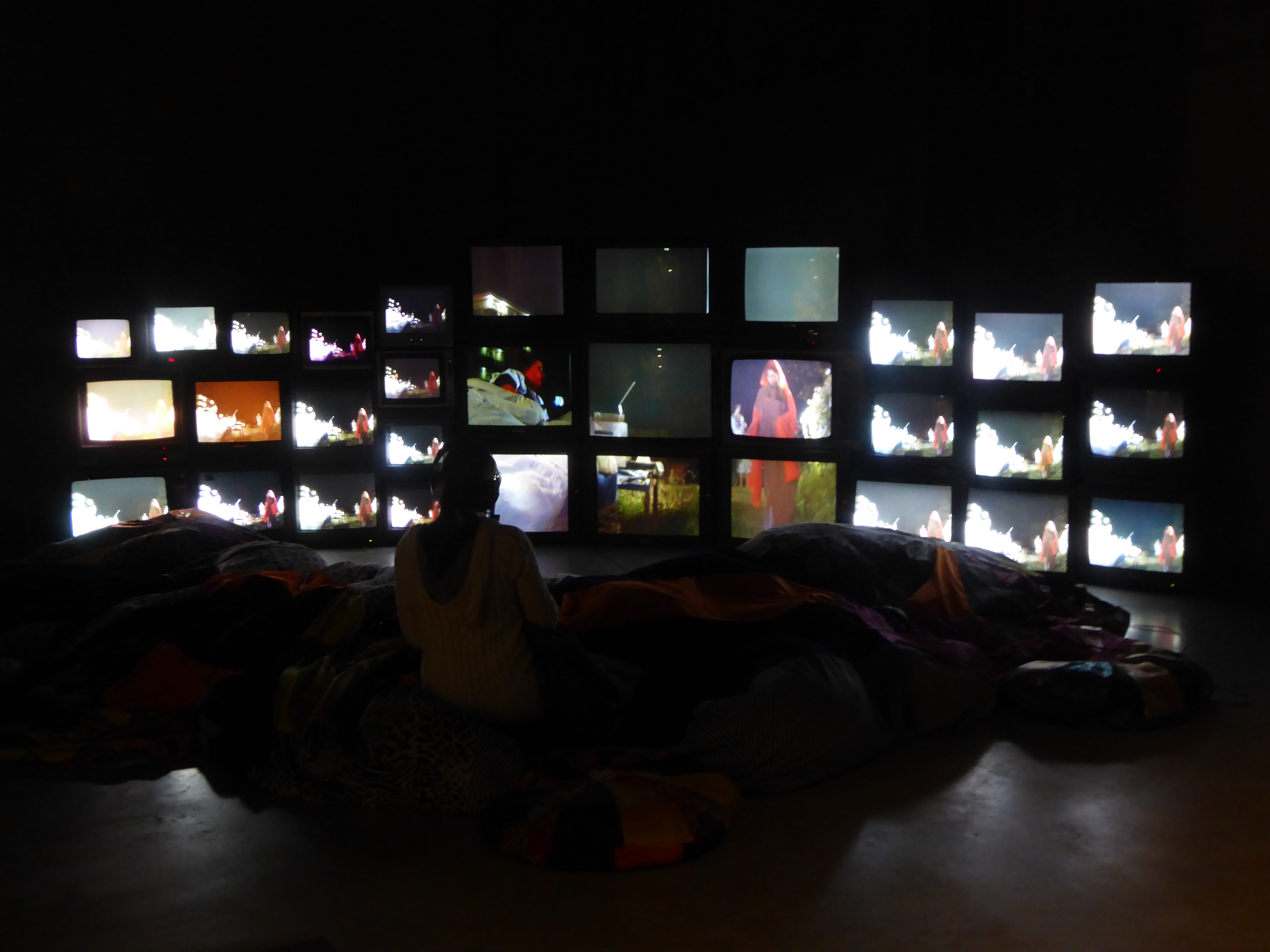
Hermitos Children, The Tanks, Tate Modern, November 2016

## Kunst und Leben
Ihre Arbeiten sind genreübergreifend und reichen von Installationen, Filmen und Skulpturen zu Performances, wobei sie häufig neue Formate wählt. In der Performance Crossed Destinies im Cabaret Voltaire bezog sie sich auf den gleichnamigen Roman von Italo Calvino von 1973. Auf der Art Basel schaffte sie 2021 mit ihren aus der Partywelt inspirierten Interventionen Gemeinschaftserlebnisse. In der Schirn Kunsthalle zeigte sie begehbare Monster. Anknüpfend an die Dada-Bewegung werden in ihren Rauminstallationen mit brikolierten Möbeln und Masken im Cabaret Voltaire Kunst und Leben miteinander verknüpft. Die Einrichtung verknüpft Gegenstände assoziativ und bezieht sich auf das Spiel Cadavre Exquis der Surrealisten. Der spielerische und experimentierfreudige Charakter ihrer Arbeiten wird in der Rezeption betont. In der Einzelausstellung im Belvedere 21 thematisiert sie die Bedeutung von Rebellion und Spiel ausgehend von der Sozialgeschichte sowie den Erzählungen von Hexen und Ketzern. Den Spitznamen Monster erhielt sie von ihren Freunden als liebgemeinte Geste.

## Ausstellungen
- 2023: Kunsthalle Schirn[13]
- 2024: Head-Less-Ness, Cabaret Voltaire Zürich[14]
- 2024: Monster Chetwynd: Moths, Bats and Velvet Worms: Moths, Bats and Heretics!, Belvedere 21 Wien[15]
- 2025: Monster Chetwynd, Kunsthaus Zürich[16]

## Arbeiten in Sammlungen
- Arts Council Collection, UK
- Le Consortium, Dijon, FR
- Migros Museum für Gegenwartskunst, Zurich
- New Walk Museum & Art Gallery, Leicester
- Tate Collection, London[17]